# عبد العزیز العنبری
عبد العزیز العنبری (عربی: عبد العزيز العنبري؛ زاده ۱۶ سپتامبر ۱۹۷۷) بازیکن پیشین و مربی کنونی فوتبال اهل امارات متحده عربی است. او هم‌اکنون هدایت تیم فوتبال الشارجه امارات را بر عهده دارد.

## افتخارات

### بازیکن
الشارجه
لیگ برتر امارات (۲): ۹۴–۱۹۹۳, ۹۶–۱۹۹۵
جام رئیس دولت امارات (۳): ۹۵–۱۹۹۴, ۹۸–۱۹۹۷, ۰۳–۲۰۰۲
بین المللی
جام ملت های آسیا, نایب قهرمان: ۱۹۹۶

### مربی
الشارجه
لیگ برتر امارات: ۱۹–۲۰۱۸
سوپر جام امارات: ۲۰۱۹